# Weenen
Weenen es el segundo poblado europeo más antiguo en KwaZulu-Natal, Sudáfrica. Es situado en las orillas del río del Bosquimano. Las granjas alrededor de la ciudad cultivan verduras, alfalfa, maní, y cítricos. La ciudad se fundó en 1838 en el sitio de una masacre efectuada por los zulúes después de que los Voortrekker se hubieran establecido en la zona, cerca del poblado real de Dingane. Un ferrocarril de vía estrecha ahora cerrado fue construido en 1907 para unir la ciudad con Estcourt, a 47 kilómetros al oeste.